# HN Pegasi
HN Pegasi (HN Peg / HD 206860 / HR 8314) és un estel de magnitud aparent +6,00 situat en la constel·lació de Pegàs, al nord d'Enif (ε Pegasi), oest de Markab (α Pegasi) i sud-oest d'Scheat (β Pegasi) i Matar (η Pegasi). S'hi troba a 60 anys llum del Sistema Solar.
HN Pegasi és una nana groga de tipus espectral G0V. De massa pràcticament igual a la del Sol, té un diàmetre equivalent al 94% del diàmetre solar i una lluminositat un 20% major que la lluminositat solar. Sembla ser un estel jove amb una edat aproximada de 300 milions d'anys i encara gira sobre si mateixa ràpidament, amb un període de rotació de 4,67 - 5,5 dies. La seva abundància relativa de ferro és un 76% menor que l'existent en el Sol. Donada la seva joventut, no és sorprenent que sigui un estel actiu, estant catalogat com a variable BY Draconis.
HN Pegasi es troba envoltada per un disc circumestel·lar de pols detectada pel Telescopi espacial Spitzer. Aquest disc està centrat a unes 6,6 ua de l'estel i pot tenir una temperatura aproximada de 124 K.
Des de 2006 es coneix l'existència d'una nana marró de tipus espectral L, denominada HN Pegasi B, observada directament amb la Infrared Array Camera (IRAC) del Telescopi espacial Spitzer. La comparació entre la seva lluminositat i els valors predits per models evolutius teòrics suggereix que la massa d'aquest objecte és de 0,021 ± 0,009 masses solars, o aproximadament 20 vegades la massa de Júpiter. L'objecte està a una distància projectada de l'estel d'aproximadament 795 ua, sent una de les nanes marrons de metà menys massives i més joves.